# Impasse Jean Beausire
Der Impasse Jean-Beausire (deutsch Sackgasse Jean-Beausire) ist eine Straße im Quartier de l’Arsenal des 4. Arrondissements in Paris.

## Lage
Der Impasse Jean-Beausire beginnt an der Nr. 19 der Rue Jean-Beausire und endet an der Mauer eines unbebauten Grundstücks.
Die nächstgelegene Metrostation ist Bastille der Linien 1, 5 und 8.

## Geschichte
Die 37 Meter lange und 8 Meter breite Straße wurde um 1672 geschaffen. Sie trägt den Namen des Architekten und Unternehmers Jean Beausire, der für die Brunnen der Stadt Paris zuständig war.
An beiden Seiten der Straße stehen sechsstöckige Wohnhäuser aus unterschiedlichen Epochen.